# Albert Luque
Albert Luque Martos (Terrassa, 11 de março de 1978) é um ex-futebolista espanhol que atuava como atacante.

## Carreira
Durante sua carreira profissional que durou 14 anos, teve boas passagens por Mallorca e Deportivo La Coruña. Também atuou na Inglaterra, onde jogou no Newcastle United, e na Holanda, pelo Ajax. Nos últimos anos o atacante vestiu a camisa do Málaga.
Albert Luque representou a Seleção Espanhola nas Olimpíadas de 2000, sendo medalhista de prata. Voltaria a ser convocado para a Copa do Mundo FIFA de 2002 e para a Euro 2004. 

## Títulos
Mallorca
- Supercopa da Espanha: 1998

Deportivo La Coruña
- Supercopa da Espanha: 2002

Newcastle United
- Copa Intertoto da UEFA: 2006